# Bobobo-bo Bo-bobo
Cet article possède un paronyme, voir Bobo.
Bobobo-bo Bo-bobo (ボボボーボ・ボーボボ) est un shōnen manga de Yoshio Sawai. Il a été prépublié dans le magazine Weekly Shōnen Jump de l'éditeur Shūeisha entre 2001 et 2005, et a été compilé en un total de 21 tomes. La version française est éditée en intégralité par Casterman dans la collection Sakka. Une suite nommée Shinsetsu Bobobo-bo Bo-bobo a été prépubliée dans le même magazine entre 2005 et 2007, et a été compilé en sept tomes.
Une adaptation en série télévisée d'animation produite par le studio Toei Animation a été diffusée entre novembre 2003 et octobre 2005 sur TV Asahi. En France, elle a été diffusée à partir du 2 juin 2007 sur MCM et éditée en DVD par Kazé.

## Synopsis
Le manga met en scène les aventures de Bobobo-bo Bo-bobo, un héros à la coupe afro qui se bat contre l'Empire Chauvekipeut, qui a décidé que chacun devait être chauve, à l'image de l'Empereur Crâne d'Œuf 4e du nom. Pour cela, les brigades "Capilo-Tracteuses" (dans le manga)/les "Tondeurs flingueurs" (dans l'animé) sèment la terreur. Bo-bobo ne peut pas laisser faire une telle ignominie. Grâce à sa technique secrète du Hanagé Shinken, l'art ancestral des poils de nez, où il utilise ses poils de nez à des fins offensives, il compte faire régner la paix dans son monde. Il connait des techniques de combats telles que "la technique du poil fatal" ou “la technique de la furie des poils de nez". Au cours de sa quête, il rencontrera diverses personnes qui le suivront, comme la jeune Beauty ou encore le non-moins excentrique Don Patchi.
Les combats et le scénario sont d'une extravagance rare, chacun faisant preuve d'une originalité et d'une folie extrêmes. Le manga est en réalité une parodie caricaturant les shônen en général. Les allusions, bien cachées et très nombreuses, vont de Ken le Survivant à Dragon Ball en passant par Saint Seiya ; il faut disposer d'une solide culture manga pour les déceler.

## Personnages
Les noms sont dans l'ordre suivants : Nom Japonais / Nom dessin animé VF / Nom Manga VF
Bobobo-bo Bo-boboLe Bô-tecteur des cheveux, ses lunettes de soleil et sa coupe Afro lui donnent une allure surprenante qu'il trouve cependant très classe.
Il a le pouvoir de parler aux cheveux (seulement dans le dessin animé), et semble cacher des centaines de personnages loufoques dans sa coupe. Il utilise ses poils de nez comme une arme dévastatrice et utilise un prétendu Hanagé Shinken, l'art ancestral des poils de nez.
Son père était un cheveu et c'est l'un des derniers survivants du royaume des poils.
BeautyJeune fille qu'il sauve des brigades capillaire. Bobobo se met en colère lorsqu'elle est en danger et il fait tout pour la protéger. Elle sert souvent de voix de raison aux excentricités du groupe. Il lui arrive rarement de participer à la folie des autres.
DonPachi / Don Patch / Don PatchiEspèce de soleil couplé à un hérisson que Bobobo affronte lors d'un combat dont le thème est "les histoires tristes en rapport avec Noël". Bobobo le vaincra avec l'émouvant conte d'un homme ne pouvant envoyer de réponse à un concours n'ayant pas de timbre, dans le dessin animé. Dans le manga il raconte un triste Noël de l'auteur du manga !Don Patch suivra Bobobo pour devenir plus fort et se déchainer encore plus. Complètement givré et ne pensant qu'à s'amuser, il lui arrive d'être extrêmement fort ou de servir de projectile\bouclier à Bobobo. Il se considère comme le héros de la série vis-à-vis de Bobobo et comme l'héroïne de la série vis-à-vis de Beauty.
Heppokomaru / Gaz(k)er / Peter O'DoranJeune punk se servant de ses flatulences pour terrasser ses adversaires (O-Nara Shinken, l'art ancestral du pet). Il retombe en enfance lorsqu'on lui arrache son collier et fait alors preuve d'une puissance effrayante. Il considère Bo-bobo comme un maître, même s'il est parfois dépassé par toute cette folie. On peut voir dans le manga et le dessin animé une allusion comme quoi Beauty ne lui est pas indifférent (chose que cette dernière ne remarque pas).
Tokoro Tennosuke / Général Flagada(Jelly Jligger) / Gelée LatrembloteHomme constitué de gelée délicieuse faisant partie des brigades des tondeurs flingueurs(commandant de la brigade du bloc A). Bo-bobo le vaincra lors d'un fulgurant duel dans une fête foraine. Celui-ci se mettra à suivre les héros pour une raison inconnue. Dans le passé il était à vendre dans un supermarché mais personne ne voulait l'acheter. Il semble obsédé par les mouchoirs "nu" (caractère japonais) et déteste les "né" (caractères japonais). C'est souvent la première cible lors d'attaque ennemie et Bobobo s'en sert souvent comme bouclier\projectile.
Hatenkou / HatenkôPersonnage taciturne vénérant Don Patch, ce dernier et sa bande de petit patch l'ayant recueillit alors qu'il était gravement blessé, il peut rendre n'importe qui aussi rigide qu'une pierre grâce à une clé, c'est le Kagi Shinken, l'art ancestral du verrou. C'est un des derniers survivants du royaume des poils. Souvent insolent, il ne supporte pas Torpille-girl (cette dernière lui avait apposé un sceau maudit par le passé).
Dengakuman / Bonnet BlancPersonnage très "mignon", qui est souvent utilisé comme projectile par Bo-bobo. On le voit le plus souvent en guise de chute de chapitre. Il faisait partie des brigades tondeurs flingueurs (commandant de la brigade du bloc Z) avant d'être vaincu par Bobobo.
Softon / GelatonPersonnage taciturne dont le visage est en réalité un sorbet fraise ou framboise (dans l'anime) vu la couleur (mais son parfum reste mystérieux). Il est souvent confondu avec une crotte (il a d'ailleurs un boulot de crotte sauvage). Il faisait partie des brigades tondeurs flingueurs avant d'être vaincu par Bobobo. Il arrive le plus souvent lorsque Beauty est en grand danger.
Gyorai Girl / Mamzelle Torpille / Torpille GirlUne Torpille complètement folle qui ne supporte pas la débilité. C'est la forme évoluée de Over (il faut beaucoup l'énerver). C'est la dernière chasseuse de Débile et sa vitesse et sa force sont redoutables. Sa principale excuse\raison pour expliquer sa force, endurance et ses choix sont, pour elle, le fait qu'elle soit une torpille. Elle éprouve de l'amour pour Softon (ce dernier la considère comme une amie seulement).
Gunkan / Capitaine CuirasséAmi d'enfance de Bobobo ayant appris les mêmes techniques que lui plus quelques attaques impliquant sa banane géante. Ce dernier le vaincra avec ses "Poil de Nez Royales". À noter que leur passé/leur rencontre reste trouble, en effet, cela nous est raconté de trois manières différentes et ne pouvant être combinées. Il fait partie des brigades tondeurs flingueurs (c'est un des quatre généraux).

### Les Fusions de Bo-bobo
La Bo-Bobo Fusion (1re fusion)Permet de créer le Great Bo-Bobo. Fusion d'élément 1, d'élément 2, d'une table (élément 3) et du cochon Game-Boy (élément 4)(sert juste pour un gag).
BobopatchFusion de Bo-bobo et de Don Patch. Ce personnage utilise la Don Patchi Sword (un poireau) pour se battre et les poils de nez.
PatchiboboFusion de Don Patch/Don Patchi et de Bo-Bobo. Au début, ça devait être Bobopatchi mais lors du chargement de la fusion, Don patchi, se trouvant dans le corps de Bobobo, et voyant son nom en bas de celui de Bobobo, décida de le mettre au-dessus d'où Patchibobo. Il utilise des attaques basées sur la combinaison déchainée d'objet et les transforme en attaques puissantes. Sa dernière attaque est d'ailleurs la combinaison d'un poil de nez avec un autre poil de nez pour donner un double King Hannagé.
Bobopatch incompletFusion de Bo-bobo enfant et de Don Patch/Don Patchi enfant. Une fusion ratée (ou plutôt mal dessinée) de Bobopatch alors qu'ils se trouvaient dans une aire de jeu qui les transformait en enfant, à défaut d'un poireau, il se bat avec l'épée Excalibur.
DenboFusion de Bo-bobo et de Dengakuman/Bonnet Blanc. Personnage féminine (la seule parmi les fusions), sa transformation dure 30 min/5 heures dans le manga (les autres 1 min). Elle semble faible et fragile mais un nunchaku lui fait devenir redoutable. Elle utilise la chanson pour lancer des attaques ainsi que les poils de nez. Dans l'arc du royaume des poils, on apprend que Denbo est aussi Bu-bubu, la grande sœur de Bo-bobo, et de ce fait, Dengakuman/Bonnet Blanc veut faire un procès pour plagiat de personnage.
Bobopatchnosuke / CombobolizerFusion de Bo-bobo, de Don Patch / Don Patchi et de Tennosuke / Flagada / Gelée Latremblote. Il utilise une énorme épée avec une tête humaine au bout pour se battre. il peut créer l'univers "sérieux ?!?". Cet univers devient fatal pour les gens avec une tension forte. c'est la seule des fusions à utiliser les sourcils à la fin d'une attaque.
GelboFusion de Bobobo et de Tennosuke / Flagada / Gelée Latremblote. Bien qu'il veut la paix et la non-violence, il attaque férocement après avoir proposé des solutions pacifistes. Il utilise ces "sept questions pour la paix" et ses poils de nez pour se battre (plus divers armes allant de l'épée au pistolet et aux poings).
Kintenbo / FricbogelFusion de Bo-bobo, de Tennosuke / Flagada / Gelée Latremblote et de Halekunani. Ce personnage est un parieur (sûrement dû à Halekunani) et se bat dans le casino de la mort. Il fait participer ses adversaires à divers jeux tous plus fous et dangereux les uns que les autres, et après avoir fini tous les jeux, il utilise son attaque ultime "Las Vegas night dream", un énorme rayon. Après cette attaque, soit il tue ses adversaires, soit il les fait travailler dans son casino pour l'éternité.

## Les Arts Ancestraux
Dans Bobobo-Bo Bo-bobo, les personnages utilisent dans leurs combat un grand nombre d'arts ancestraux, en voici la liste (non complète pour le moment) :
- Hanagé Shinken : L'art ancestral des poils de nez
- Wakigé Shinken : L'art ancestral des poils d'aisselles
- Sômen Shinken : L'art ancestral millénaire chinois
- Babylon Shinken : L'art ancestral Babylonien
- O-Nara Shinken : L'art ancestral du pet
- PuruPuru Shinken : L'art ancestral de la tremblote
- Komé Shinken : L'art ancestral du riz
- Les chaussons en carton : L'art ancestral de la boîte de mouchoir en papier
- Kagi Shinken : L'art ancestral du verrou
- Objet Shinken : L'art ancestral des objets
- Torpillo Crétin Shinken : L'art du torpillage de crétins
- Geourgious Shinken : L'art ancestral du sublime
- Natsu Shinken : L'art ancestral de l'été
- Trap Shinken : L'art ancestral des pièges
- Fûgama Shinken : L'art ancestral de la faux
- Hajiké Shinken : L'art des poils de nez déchaînés
- Savon Shinken : L'art ancestral du savon

## Les Techniques du Hanagé Shinken
TECHNIQUES NORMALES:
- Technique à trois poils de nez: (Tome 8, Technique 83) technique où Bobobo tient des poils de nez avec ses mains et un poireau entre ses oreilles (cette technique parodie la "technique à trois sabres" de Zoro Roronoa dans One Piece)
- Wakamé, wakamé, wakamé...: (Tome 10, Technique 99) technique où (par opposition à la technique de Gelaton/Softon) Bobobo frappe l'ennemie avec des algues(la définition de Wakamé en somme).
- Le châtiment de la déesse bizarre:(Tome 10, Technique 99) même technique que celle de Gelaton/Softon mais l'ennemie apparait cette fois sur les fesses de la déesse.
- Attaque du poisson grillé: (Tome 10, Technique 100) Bobobo fait tourner Don Patchi qui, en faisant griller de poisson et avec un éventail, disperse de la fumée tout autour d'eux.
- Défense trop chou: (Tome 10, Technique 100) Bobobo utilise Denkaguman pour attirer l'adversaire et que ce dernier n'attaque pas (mais à la fin Bobobo éjecte lui-même Denkaguman).
- Million Dollar Bazooka:(Tome 10, Technique 106) Halekulani utilise des billets pour créer une vague d'énergie. Cette technique est une parodie du Final Flash de Végéta (l'allié et rival de Goku de Dragon Ball Z) mais cette technique est très puissante pour contrer une autre attaque de Bobobo : La vague déferlante de l'amitié.
- vague déferlante de l'amitié:(Tome 10, Technique 106) vague d'énergie censée contrer la vague d'argent d'Halekulani mais vu qu'elle part vers le haut, ceci est inefficace.
- Clones artistiques : (Tome 12, Technique 122) Giga crée des clones de lui-même, les clones se rassemblent ensuite pour former une sorte de bouclier humain pour protéger Giga contre ses ennemis. Par certains aspects cette technique est une parodie du Multi-Clonage (l'une des plus célèbres techniques de Naruto Uzumaki).
- Bombes piquantes:(Tome 12, Technique 125) Don Patchi (transformé en nuage) lâche des cactus qui explosent au contact du sol
- Déesse Tremblote-beaucoup:(Tome 12, Technique 125) Gelée attaque ses ennemis en prenant l'apparence de Gelaton.
- Lèche-bottes et bananes: (Tome 12, Technique 125) Gelée offre au Capitaine Banana un gâteau aux bananes. (Cette technique est très efficace car elle élimine le Capitaine Banana car il est allergique aux bananes).
- Le thé de Takana: (Tome 12, Technique 125) technique où (par opposition du wakamé, wakamé, wakamé et celle de Gelaton/Softon) Bobobo frappe l'ennemi avec des sachets de tisane avec un arrière-plan montrant Takana, le vieux majordome du manga Black Butler.
- La Colère des Ours : (Tome 12, Technique 126) Technique secrète où un groupe d'ours sauvages et Bobobo frappent un adversaire.
- Séance photo et poils de nez: (Tome 13, Technique 132) Avant de se battre contre Vampire Boy, Pistachio et Compus. Bobobo lit un magazine Play Boy et découvre un article sur Nico Robin, l'archéologue de l'équipage des pirates du "chapeau de paille" sur une séance photo d'elle avec plusieurs monuments connus. Dans l'anime (dû à la censure), il simule une séance photo avec Denbo (sa seule fusion féminine).
- Poudre de sommeil : (Tome 14, Technique 145) Ren lance une poudre de sommeil (en réalité c'est du sable magique) sur ses adversaires pour les endormir. Selon Ren, la poudre de sommeil qu'elle utilise serait la même qu'utilise le Marchand de Sable et Nounours dans Bonne nuit les petits.
- Calvacade moutonneuse : (Tome 14, Technique 146) Technique où Rem invoque des moutons pour piétiner l'ennemi
- Lumière Vive : (Tome 14, Technique 146) Bobobo utilise des lucioles pour se protéger du monde des ténèbres de Rem.
- Dis Bonjour à Johnny : (Tome 14, Technique 146) Bobobo lance Gelée, attaché à une corde, vers la poudre de sommeil de Rem pour la contrer.
- Le réveil doré : (Tome 14, Technique 146) Bobobo (version colère) sort un réveil de sa coupe afro et les sonneries stridents font des dégâts Rem et à son monde des rêves.
- Le chatîment des Shinigamis : (Apparu dans Shinsetsu Bobobo) Princesse Jackpot invoque Rem (Death Note), Ryuk et Light Yagami, 3 personnages du manga Death Note pour attaquer ses ennemis.

TECHNIQUES SECRÈTES:
- Hannagé Bazooka : (Tome 9, Technique 90) Bobobo étire son poing et frappe King Hannagé avec une puissance redoutable (cette technique parodie l'attaque "Chewing-Bazooka" de Monkey D. Luffy du manga One Piece).
- gouzigouzi: (Tome 10, Technique 100) Bobobo et Don Patchi font des chatouilles aux deux frères des terribles triplés pour les empêcher de s'embrasser et donc récupérer de l'énergie.
- Invocation de chèvre: (Tome 10, Technique 102) Bobobo invoque une girafe pour manger l'argent de Halekulani et aussi s'en servir comme bouclier contre ses pièces.
- Petit tour en nacelle: (Tome 10, Technique 102) Bobobo utilise une nacelle pour éviter l'argent de Halekulani et l'a fait atterrir sur la tête de ce dernier.
- Le phénix doré: (Tome 10, Technique 103) les Crottes de nez de Bobobo fabrique un jouet mal façonné et peu efficace ressemblant vaguement à un poulet.
- Le phénix doré (Made by Halekulani): (Tome 10, Technique 103) Les billets d'Halekulani forment une créature très puissante ressemblant étrangement à un phénix.
- Mort par cupidité: (Tome 10, Technique 103) Halekulani transforme ses adversaires en objets de luxe en enveloppant ses billets autour de son corps.
- Le pont de poils de nez: (Tome 10, Technique 104) Bobobo fait un arc-en-ciel de poils de nez pour atteindre du premier coup la case arrivé du jeu de Halekulani.
- Le hanagé corde à sauter: (Tome 10, Technique 106) Bobobo, Gelée, Don Patchi et Halekulani font de la corde à sauter en poils de nez.
- Arbre à thunes (Tome 10, Technique 106) Bobobo invoque un gigantesque arbre remplis de bon d'achat pour livres.
- Le hanagé trampoline: (Fanfiction, couper le cheveu en 4) Bobobo et Parallel Bobobo sortent de leur coupe afro une machine gigantesque et très solide qui ressemble à un trampoline.
- Les 4 Sœurs: (Tome 12, Technique 130) Bobobo (sous l'effet de son manteau magique) fait jaillir de sous-terre, 4 jeunes filles (3 jeunes filles et 1 homme mal travesti) (parodie évidente de Les Quatre Filles du docteur March) pour arrêter les fleurs en métal de Flowerus.
- Plantage de graines : plantes carnivores: (Tome 12, Technique 130) Flowerus touche plusieurs parties du corps de son ennemi et les transforme en plantes carnivores, les plantes carnivores dévorent ensuite l'ennemi. Bobobo fut victime de l'attaque, dans le manga, son corps n'est qu'une flaque de sang avec un cœur, dans l'anime (dû à la censure), son corps est une *arête de poisson.
- Missiles Garenne: (Tome 13, Technique 133) Pistachio (transformé en OVNI grâce au pouvoir du S.F) lance des grains de café sur ses ennemis. Dans le manga, les grains de cafés sont remplacés par des crottes de lapin et des carottes coupées en rondelles (Cette attaque est un hommage parodique du gang des lapins dans Dragon Ball)

TECHNIQUES ULTIMES:
- La Bobobo Roulette: (Tome 10, Technique 101) Bobobo invoque une roulette et les gens choisis "aux hasard" subissent les châtiments de la roulette. Ce fut la pluie de météorite dans un rayon de 10 km autour de Beep; les mille abeilles; le paf de Bobobo; l'attaque ninja; à mort Don Patchi; la petite Lucie et le châtiment ultime qui élimina les terribles triplés:  Romance à l'école et poils de nez.
- Le jeu rigolo: (Tome 10, Technique 105) Bobobo invoque un jeu de société géant et donne un handicap à Halekulani c'est-à-dire Don Patchi sur le dos. Bobobo décide du nombre de cases et du moyen de transport pour y arriver. à la fin Bobobo ferme le jeu et cause des dégâts considérables à Halekulani.
- Poils de nez de la sagesse: (Tome 12, Technique 130) Bobobo attrape Flowerus par les oreilles, la bouche et les yeux et le fracasse violemment au sol, sous un arrière plan montrant Bobobo, Don Patchi et Gelée parodiant les Singes de la sagesse. Bobobo est aveugle, Don Patchi est muet et Gelée est sourd.

## Liste des chapitres
| no | japonais         | japonais      | français          | français          |
| no | Date de sortie   | ISBN          | Date de sortie    | ISBN              |
| --- | ---------------- | ------------- | ----------------- | ----------------- |
| 1 | 9 juillet 2001   | 4-08-873138-7 | 4 mai 2007        | 978-2-203-00651-5 |
| Titre : La fête du déchainementListe des chapitres : - Technique 01 : Histoire de poils - Technique 02 : Pervers - Technique 03 : La fête du déchainement - Technique 04 : Noël - Technique 05 : Mythologie - Technique 06 : Soirée de rencontres - Technique 07 : Beaucoup de souvenirs - Technique 08 : A vélo - Technique 09 : Le labyrinthe de l'amour - Technique 10 : Combat à mort au bord du lac - Le petit théâtre des poils de nez - Chapitre 1 |                  |               |                   |                   |
| 2 | 9 septembre 2001 | 4-08-873161-1 | 3 juillet 2007    | 978-2-203-00660-7 |
| Titre : Que quelqu'un arrête ces mecs ! (by Beauty)Liste des chapitres : - Technique 11 : Je ne me laisserai pas faire !!! - Technique 12 : Descente du train en marche - Technique 13 : A l'assaut de la tour d'Yvoir - Technique 14 : Mais non, je ne suis pas une crotte !!! - Technique 15 : Si t'es pas une crotte, t'es quoi alors ? - Technique 16 : Que quelqu'un arrête ces mecs ! (by Beauty) - Technique 17 : Un nouvel adversaire - Technique 18 : C'est compliqué, la vie d'un pet ♥ - Technique 19 : Adieu, tour d'Yvoir - Technique 20 : Bienvenue dans la bande à Bo-Bobo, Pete ! |                  |               |                   |                   |
| 3 | 9 décembre 2001  | 4-08-873198-0 | 10 septembre 2007 | 978-2-203-00746-8 |
| Titre : Bo-Bobo VS Gelée LatrembloteListe des chapitres : - Technique 21 : C'est pas possible - Technique 22 : Retour aux sources - Technique 23 : Le défi de Gelée - Technique 24 : Les parcs d'attractions, c'est trop génial !!! - Technique 25 : Vive les Maths ! 1-2-3 !!! - Technique 26 : Le rap de la tortue - Technique 27 : Une maison hantée, le O-nara Shinken et un mariage - Technique 28 : Une rose - Technique 29 : Pour tous les pets qui sont dans la nature... - Technique 30 : Bo-bobo VS Gelée Latremblote - Technique 31 : Guerre sainte - Le petit théâtre des poils de nez - Chapitre 2 : Centre d'écoute Don Patchi                                                                       |                  |               |                   |                   |
| 4 | 9 mars 2002      | 4-08-873234-0 | 2 novembre 2007   | 978-2-203-00747-5 |
| Titre : Cinq contre cinq !!!Liste des chapitres : - Technique 32 : Balade dans le passé - Technique 33 : Libre pour toujours - Technique 34 : Pros des entretiens d'embauche - Technique 35 : Un destin lié aux poils de nez - Technique 36 : Fundoshi Sempaï - Technique 37 : Le rassemblement des cinq guerriers - Technique 38 : L'histoire des cinq qui allaient à la Brillantine Ring - Technique 39 : Je veux des ailes - Technique 40 : Cinq contre cinq !!! - Technique 41 : Le passé honteux de Peter - Technique 42 : Petits effeuillages entre amis - Le petit théâtre des poils de nez - Chapitre 3 : Centre d'écoute Don Patchi - Noël-                                                               |                  |               |                   |                   |
| 5 | 6 mai 2002       | 4-08-873258-8 | 4 janvier 2008    | 978-2-203-01300-1 |
| Titre : Génial ! la série à un an grâce à vous tous !!Liste des chapitres : - Technique 43 : Combats terribles dans le Bo-bobo World !!! - Technique 44 : Bo-bobo va dans le monde de Babylon - Technique 45 : Terrifiants guides du monde de Babylon - Technique 46 : Une nouvelle technique - Technique 47 : Fatalité, poils de nez et combat décisif - Technique 48 : Moi, Cuirassé - Technique 49 : Moi, Bo-bobo - Technique 50 : Un type intrigant - Technique 51 : Le jour où le soleil est tombé du ciel - Technique 52 : Le réveil du tigre orange endormi - Technique 53 : Génial ! la série à un an grâce à vous tous !!                                                                                 |                  |               |                   |                   |
| 6 | 7 août 2002      | 4-08-873325-8 | 7 mars 2008       | 978-2-203-01309-4 |
| Titre : De-De-De-De-DengakumanListe des chapitres : - Technique 54 : Just wanna cry - Technique 55 : La revanche de la génération Famicom - Technique 56 : L'issue d'un combat horrible - Technique 57 : C'est l'été ! C'est la mer ! Ouais, on va jouer au jeu de la pastèque ! - Technique 58 : Le chef-d’œuvre d'animation de Don-Patchi - Technique 59 : Ouais, un quiz ! Ouais, trop fort ! Mais non, c'est pas une grenouille, c'est Dengakuman ! - Technique 60 : Le secret de la base du bloc Z - Technique 61 : Viens, j'attends - Technique 62 : Transformation en dragon - Technique 63 : Pas la peine de chercher à comprendre - Technique 64 : De-De-De-De-Dengakuman - Technique 65 : Un esprit fort |                  |               |                   |                   |
| 7 | 6 novembre 2002  | 4-08-873339-8 | 5 mai 2008        | 978-2-203-01326-1 |
| Titre : Allez, le trio de crétins !!!Liste des chapitres : - Technique 66 : Seras-tu capable de te faire cent amis ? - Technique 67 : C'est le début d'un combat terrible !!! - Technique 68 : Tu dois acheter le jeu "Bungeling Bay" !!! - Technique 69 : Panique à la cérémonie du thé !!! - Technique 70 : C'est lui, le grand Bo-bobo !!! - Technique 71 : Un peu de riz - Technique 72 : Allez, le trio de crétins !!! - Technique 73 : Puissance maximale - Technique 74 : La fête des déchaînés - Technique 75 : Affrontement final au sommet - Technique 76 : On dirait une grenouille |                  |               |                   |                   |
| 8 | 9 mars 2003      | 4-08-873393-2 | 4 juillet 2008    | 978-2-203-01327-8 |
| Titre : E.T.S.Liste des chapitres : - Technique 77 : Tant de douceur... - Technique 78 : Voici Ruby !!! - Technique 79 : La pression du numéro 10 - Technique 80 : Pièges à gogo - Technique 81 : Bagarre générale - Technique 82 : Il faut suivre ses instincts - Technique 83 : Trop de déchaînement sur la cuvette - Technique 84 : E.T.S. - Technique 85 : Le maléfique Over VS Bo-bobo le minable - Technique 86 : Quelle émotion avec ce premier combat aérien ♥ - Technique 87 : Game over |                  |               |                   |                   |
| 9 | 9 juin 2003      | 4-08-873437-8 | 18 septembre 2008 | 978-2-203-01328-5 |
| Titre : Trois crétins contre Torpille-GirlListe des chapitres : - Technique 88 : Invincible - Technique 89 : Trois crétins VS Torpille-girl - Technique 90 : Et voilà le Bo-bobo World ♥ - Technique 91 : Au sein de l'univers - Technique 92 : Les méchants vont voler - Technique 93 : Challenger - Technique 94 : Voyage en train - Technique 95 : Enfance - Technique 96 : Cauchemar ♥ Cauchemar ♥ Cauchemar - Technique 97 : Nouveau groupe d'assassins - Technique 98 : C'est moi le héros !!! |                  |               |                   |                   |
| 10 | 9 septembre 2003 | 4-08-873507-2 | 12 novembre 2008  | 978-2-203-01329-2 |
| Titre : Un Bo-bobo à 100 billions de yensListe des chapitres : - Technique 99 : Les quatre balèzes sont réunis ! - Technique 100 : Festival de coups !!! - Technique 101 : Affrontement - Technique 102 : Ne nous sous-estime pas ! - Technique 103 : Argent ou poils de nez ? - Technique 104 : Le jeu de plateau mortel ! - Technique 105 : Il fait comme il l'entend !!! - Technique 106 : Un Bo-bobo à 100 billions de yens - Technique 107 : Le plus important... - Technique 108 : Le défi de Cyber City - Technique 109 : Le lieu d'exécution infernal - Le petit théâtre des poils de nez - Chapitre 4 : Barbecue en plein air                                                                             |                  |               |                   |                   |
| 11 | 9 décembre 2003  | 4-08-873536-6 | 11 mars 2009      | 978-2-203-01921-8 |
| Titre : Une chanson qui va droit au cœurListe des chapitres : - Technique 110 : Pariez sur Bo-bobo - Technique 111 : Le saut à l’élastique, c'est rigolo - Technique 112 : Capacités au maximum !!! - Technique 113 : Bo-bobo s'énerve ! - Technique 114 : Deux guerres simultanées - Technique 115 : Fini de rire - Technique 116 : L'envoyé du soleil noir - Technique 117 : Un calcul parfait - Technique 118 : Une chanson qui va droit au cœur - Technique 119 : Giga ! Tu vas me le payer !! - Technique 120 : L'avancée des trois crétins ! - Le petit théâtre des poils de nez - Chapitre 5 : Vie privée                                                                                                   |                  |               |                   |                   |
| 12 | 9 mars 2004      | 4-08-873575-7 | 1er juillet 2009  | 978-2-203-01922-5 |
| Titre : Combats terribles contre les trigades !!!Liste des chapitres : - Technique 121 : La détermination de chacun - Technique 122 : Bataille dans les escaliers ! En haut, toujours plus haut !!! - Technique 123 : Art à tout-va - Technique 124 : Virilité - Technique 125 : Il y a 100 ans... - Technique 126 : Cinq contre cinq !!! - Technique 127 : Power up ! - Technique 128 : Fleurs fanées et bourgeons d'idiots - Technique 129 : Super-man - Technique 130 : Poils de nez VS Fleurs - Technique 131 : Combats terribles contre les trigades !!! |                  |               |                   |                   |
| 13 | 9 juin 2004      | 4-08-873609-5 | 28 octobre 2009   | 978-2-203-02237-9 |
| Titre : La mélancolie de PatchiboboListe des chapitres : - Technique 132 : Sérieux ? Un nouveau trio - Technique 133 : Invasion du monde SF... - Technique 134 : Les sept phénomènes mystérieux - Technique 135 : Combat Bruce - Technique 136 : Torpille, Bruce et... - Technique 137 : De nouveaux adversaires - Technique 138 : Le voilà ! Et il est trop balèze ! - Technique 139 : La mélancolie de Patchibobo - Technique 140 : Triangle amoureux... Trop puissant ! - Technique 141 : Lui, un sauveur ? Ce combat, c'est n'importe quoi... - Technique 142 : Trois déchaînés - Le petit théâtre des poils de nez - Chapitre 6 : Hatenkô et Torpille Girl                                                    |                  |               |                   |                   |
| 14 | 8 septembre 2004 | 4-08-873648-6 | 3 mars 2010       | 978-2-203-02238-6 |
| Titre : Bo-bobo contre HanpenListe des chapitres : - Technique 143 : Matage et évasion !!! - Technique 144 : C'est qui, lui? Goemon? - Technique 145 : Au pays de Rem - Technique 146 : Bataille somnolente !!! - Technique 147 : Le Bo-bobo world nightmare !!! - Technique 148 : Le terrible Lambada ! - Technique 149 : Polygones à gogo !!! - Technique 150 : Vive le rétro ! - Technique 151 : Bo-bobo VS Hanpen - Technique 152 : Surenchère débile - Technique 153 : C'est du grand n'importe-quoi... avec du oden - Le petit théâtre des poils de nez - Chapitre 7 : Comment il est devenu notre ami |                  |               |                   |                   |
| 15 | 8 décembre 2004  | 4-08-873681-8 | 30 juin 2010      | 978-2-203-02464-9 |
| Titre : Cest merveilleux d'être humainListe des chapitres : - Technique 154 : L'arrivée d'un nouveau guerrier - Technique 155 : Gelbo vs Hanpen - Technique 156 : L'empereur crâne d'œuf 3e Du Nom - Technique 157 : Spectacle de magie - Technique 158 : Le pire des scénarios - Technique 159 : Le rouge et le bleu - Technique 160 : C'est merveilleux d'être humain - Technique 161 : C'est çà la vie ! - Technique 162 : Un tournoi ? Ecoutez donc cette taupe ! - Technique 163 : Beauty en Danger ! - Technique 164 : Combat de nouilles ! - Le petit théâtre des poils de nez - Chapitre 8 : Histoire spéciale                                                                                             |                  |               |                   |                   |
| 16 | 9 février 2005   | 4-08-873773-3 | 8 septembre 2010  | 978-2-203-03005-3 |
| Titre : Super Don PatchiListe des chapitres : - Technique 165 : Qui sera le nouvel empereur ? - Technique 166 : Bo-bobo vs Spâhr Adran - Technique 167 : Le Bobobo TV !!! - Technique 168 : L'homme qui venait de la GBA ! - Technique 169 : Attention aux Yamambas ! - Technique 170 : Samba! Samba ! Mambo ! Aah... - Technique 171 : Gros coup de théâtre - Technique 172 : Art Ancestral + Art des ténèbres + Poing = Grosse baston - Technique 173 : Version super ! - Technique 174 : Super Don Patchi - Technique 175 : Lempereur de l'ombre et Exhib-Man |                  |               |                   |                   |
| 17 | 7 mai 2005       | 4-08-873804-7 | 5 janvier 2011    | 978-2-203-03803-5 |
| Titre : La salle d'opération de la mort ! Son nom est Byakkyô !Liste des chapitres : - Technique 176 : Bo-bobo se lâche ! - Technique 177 : Le paradis des livres pour enfants - Technique 178 : Bataille générale ! Nous contre les ténèbres !!! - Technique 179 : En avant, Team Bo-bobo !!! - Technique 180 : Bienvenue à Bo-Bollywood - Technique 181 : L'enfer du jeu !!! - Technique 182 : Un combat musclé - Technique 183 : Le retour de Torpille Girl - Technique 184 : La salle d'opération de la mort ! Son nom est Byakkyô !! - Technique 185 : La danse des scalpels - Technique 186 : La fièvre du motocross !!!                                                                                     |                  |               |                   |                   |
| 18 | 9 août 2005      | 4-08-873842-X | 2 mars 2011       | 978-2-203-03836-3 |
| Titre :Liste des chapitres : - Technique 187 : La fin du docteur fou ! - Technique 188 : Une loi absolue - Technique 189 : Combat de poils - Technique 190 : Rhapsodie du hanagé et du sunégé - Technique 191 : Nettelu - Technique 192 : Un homme fascinant - Technique 193 : Il faut détruire l'invincible armure miaou ! - Technique 194 : Le secret de Hydrate ♥ - Technique 195 : Combat final, La fin de Hydrate ! - Technique 196 : Hatenkô VS Bo-bobo - Technique 197 : La demande de Bo-bobo !!! Bo-bobo le petit Théâtre des poils de nez Chapitre 9 |                  |               |                   |                   |
| 19 | 9 novembre 2005  | 4-08-873873-X | 5 mai 2011        | 978-2-203-03835-6 |
| Titre :Liste des chapitres : - Technique 198 : L'escadron de Bi-bibi et la bataille de takoyaki! - Technique 199 : Monster house !!! - Technique 200 : Bububu-bu bu-bubu - Technique 201 : Combats hirsutes ! - Technique 202 : Moé moé ! le boss en quête d'identité - Technique 203 : La roulette de shinken - Technique 204 : Bibubébo bibubébo - Technique 205 : Un corps d'emprunt - Technique 206 : Drôles de frangins - Technique 207 : Hair peace - Technique 208 : On n'est pas des personnages jetables ! |                  |               |                   |                   |
| 20 | 8 février 2006   | 4-08-874016-5 | 29 juin 2011      | 978-2-203-03837-0 |
| Titre :Liste des chapitres : - Technique 209 : Va-et-vient ! - Technique 210 : La soldate féminine est dans la place ! - Technique 211 : Entrez dans la danse avec Grégoire (chanteur) ! - Technique 212 : L'esprit du Renard à neuf queues est parmi nous ! - Technique 213 : Sortez l'artillerie lourde, les Bobobo-games vont commencer ! - Technique 214 : Flipper à tout heure ! - Technique 215 : Le festival des cubes de Tofu - Technique 216 : 3 crétins et des tofus - Technique 217 : Grey Fullbuster est dans la place, un peu d'hiver en été ! - Technique 218 : Le nageur des anneaux - Technique 219 : Le bon, la brute et Sakura Haruno                                                            |                  |               |                   |                   |
| 21 | 7 mai 2006       | 4-08-874101-3 | 24 août 2011      | 978-2-203-03838-7 |
| Titre :Liste des chapitres : - Technique 220 : Adultes... - Technique 221 : Si t'es pas adulte, dégage ! - Technique 222 : ça commence ici... - Technique 223 : Opposition ! La chute de l'élu - Technique 224 : Bobobo est mort, Bibibi tu vas me le payer ! - Technique 225 : Pluie sans fin ! - Technique 226 : Tel le phénix, je renaîs de mes cendres ! - Technique 227 : Avec Dandy, ça va mieux ! - Technique 228 : Tout le monde aime les fins heureuses ! - Technique 229 : Les ours en peluches se la jouent Chestburster - Technique 230 : La légende de Bobobo est éternelle ! |                  |               |                   |                   |

| no | japonais       | japonais          |
| no | Date de sortie | ISBN              |
| -- | -------------- | ----------------- |
| 1  | 9 juillet 2006 | 4-08-874129-3     |
| 2  | 9 octobre 2006 | 4-08-874263-X     |
| 3  | 9 janvier 2007 | 978-4-08-874303-5 |
| 4  | 9 avril 2007   | 978-4-08-874343-1 |
| 5  | 9 juillet 2007 | 978-4-08-874385-1 |
| 6  | 9 octobre 2007 | 978-4-08-874427-8 |
| 7  | 9 janvier 2008 | 978-4-08-874467-4 |

## Clins d'œil
Kinnikuman/Muscleman
- (tome 10, Technique 102) Avant de se battre contre Halekulani, Bobobo fait un Kinniku Buster, une des attaques de prédilection de Kinnikuman, sur Gelée.
- (tome 11, Technique 113) Lorsque Bobobo et Gelaton arrive dans l'arène, ils prennent des poses à la kinkeshi, des petites figurines en caoutchouc des personnages de la série.
- (tome 11, Technique 117) Lorsque Gelaton explique le secret du soleil noir de J, on voit Gelée avec le caractère japonais sur le front et le regard correspondant à Terryman, Don Patch quant à lui a le masque de Robin Mask. ces deux-là sont les amis de kinnikuman

Golgo 13
- (tome 12, Technique 130) Lors de son combat contre Flowerus, Bobobo fait sortir de sa coupe afro des minis Bobobos futuristes qui lance des projectiles, des fléchettes, des fusées et même des pelures d'oranges. Parodiant les armes du héros de Golgo 13.

Kochikame
- (tome 11, Technique 120) Lorsque Bobobo contre le poing de Giga, il a le visage (surtout les sourcils et les symboles sur ces cheveux) ressemblant à Kankichi Ryotsu, le héros de la série.

Yu-Gi-Oh!
- (tome 10, Technique 104) Bo-bobo fait sortir de sa coupe de cheveux le personnage Yûgi Muto du manga Yu-Gi-Oh! dessiné par l'auteur original Kazuki Takahashi.

Jeu vidéo
- (tome 10, Technique 107) lorsque Bobobo évoque le samedi et sa grande guerre des yokai, lui et ses amis utilisent contre les autres yokai des attaques telles qu'épée de lumière, gira et hyadalco. Ces attaques sont tirées de l'univers de Dragon Quest.
- (tome 12, Technique 130) lorsque Flowerus utilise son attaque la plus puissante « Armée des plantes carnivores », il se fait enfermer dans une boule de métal et fusionne son esprit avec une plante carnivore. Cette attaque est un hommage parodique au combat de boss de Poison Ivy dans le jeu vidéo : Batman Arkham Asylum.
- (tome 20, Technique 218) Avant de se battre contre Shigeki X, Bobobo joue à Mario Party 4, notamment le mini-jeu : "Le nageur des anneaux".

Littérature
- (tome 12, Technique 130) Durant l'attaque "Intelligence Bobobotificielle", des minis bobobos futuristes lancent des fléchettes et des pelures d'oranges, parodiant le poème "Oui ou non" du recueil Les Mains libres (Éluard)

One Piece
- (tome 12, Techbique 130) Les attaques "Plantage de graines" et ses variantes "Plantes Carnivores, Gastro-bobobo-nomie" et "L'attaque de mes Ex !" sont des parodies d'attaques du Hana Hana Fruit, le fruit du démon de Nico Robin dans One Piece.

Jigoku Sensei Nube
- (tome 6, Technique 56) Lorsque Bobobo et Don Patch deviennent possédés par le Dr Ecaillestein, Beauty et Pete invoquent Meisuke Nueno, le professeur/exorciste et héros du manga.

## Jeu vidéo
Bobobo-bo Bo-bobo a fait l'objet de plusieurs adaptations en jeu vidéo :
- 2002 : Bobobōbo Bōbobo: Ōgi 87.5 Bakuretsu Hanage Shinken sur Game Boy Advance
- 2003 : Bobobōbo Bōbobo: Hajike Matsuri sur PlayStation 2
- 2003 : Bobobōbo Bōbobo: Majide!!? Shinken Shōbu sur Game Boy Advance
- 2004 : Bobobōbo Bōbobo: 9 Kiwame Senshi Gyagu Yūgō sur Game Boy Advance
- 2004 : Bobobōbo Bōbobo: Bakutō Hajike Taisen sur Game Boy Advance
- 2004 : Bobobōbo Bōbobo: Shūmare! Taikan Bōbobo sur PlayStation 2
- 2005 : Bobobōbo Bōbobo Dassutsu! Hajike Royale sur GameCube

Par ailleurs, Bobobo, Don Patch et certains personnages font leur apparition dans les crossovers Jump Super Stars et Jump Ultimate Stars. Dans le jeu vidéo J-Stars Victory Vs sorti en 2014 sur PlayStation 3 et PlayStation Vita, Bobobo avec Don Patch apparaissent comme personnages jouables.